# Oosoma
Oosoma is een geslacht van kevers uit de familie van de loopkevers (Carabidae). De wetenschappelijke naam van het geslacht is voor het eerst geldig gepubliceerd in 1857 door Nietner.

## Soorten
Het geslacht Oosoma omvat de volgende soorten:
- Oosoma gyllenhalii (Dejean, 1829)
- Oosoma semivittatum (Fabricius, 1798)